# Graduate Studies in Mathematics
Graduate Studies in Mathematics (abrégé en GSM ) est une série de manuels de mathématiques de niveau graduate school publiés par l' American Mathematical Society (AMS). Les volumes de cette série sont spécifiquement conçus comme des textes pour études avancées, mais ils conviennent également pour des lectures complémentaires à des cours. S'adressant à la fois aux étudiants et aux professeurs, ces textes constituent des ressources d'étude indépendantes. L'étendue et la profondeur des thèmes couverts par la série en font une référence recommandée pour les bibliothèques universitaires de mathématiques.
Parmi les auteurs figurent notamment les lauréats de médaille Fields Cédric Villani et Terence Tao.
Les livres de cette série ne sont publiés qu'en couverture rigide. Le code ISSN de la série est (ISSN 1065-7339). Les volumes sont référencées individuellement dans MathSciNet et Zentralblatt MATH
.

## Liste de livres
Les volumes sont numérotées à la suite.
- 1	The General Topology of Dynamical Systems, Ethan Akin (1993,  (ISBN 978-0-8218-4932-3))[1]
- 2	Combinatorial Rigidity, Jack Graver, Brigitte Servatius, Herman Servatius (1993,  (ISBN 978-0-8218-3801-3))
- 3	An Introduction to Gröbner Bases, William W. Adams, Philippe Loustaunau (1994,  (ISBN 978-0-8218-3804-4))
- 4	The Integrals of Lebesgue, Denjoy, Perron, and Henstock, Russell A. Gordon (1994,  (ISBN 978-0-8218-3805-1))
- 5	Algebraic Curves and Riemann Surfaces, Rick Miranda (1995,  (ISBN 978-0-8218-0268-7))
- 6	Lectures on Quantum Groups, Jens Carsten Jantzen (1996,  (ISBN 978-0-8218-0478-0))
- 7	Algebraic Number Fields, Gerald J. Janusz (1996, 2e éd.,  (ISBN 978-0-8218-0429-2))
- 8	Discovering Modern Set Theory. I: The Basics, Winfried Just, Martin Weese (1996,  (ISBN 978-0-8218-0266-3))
- 9	An Invitation to Arithmetic Geometry, Dino Lorenzini (1996,  (ISBN 978-0-8218-0267-0))
- 10	Representations of Finite and Compact Groups, Barry Simon (1996,  (ISBN 978-0-8218-0453-7))
- 11	Enveloping Algebras, Jacques Dixmier (1996,  (ISBN 978-0-8218-0560-2))
- 12	Lectures on Elliptic and Parabolic Equations in Hölder Spaces, N. V. Krylov (1996,  (ISBN 978-0-8218-0569-5))
- 13	The Ergodic Theory of Discrete Sample Paths, Paul C. Shields (1996,  (ISBN 978-0-8218-0477-3))
- 14	Analysis, Elliott H. Lieb, Michael Loss (2001, 2e éd.,  (ISBN 978-0-8218-2783-3))
- 15	Fundamentals of the Theory of Operator Algebras. Volume I: Elementary Theory, Richard V. Kadison, John R. Ringrose (1997,  (ISBN 978-0-8218-0819-1))[2]
- 16	Fundamentals of the Theory of Operator Algebras. Volume II: Advanced Theory, Richard V. Kadison, John R. Ringrose (1997,  (ISBN 978-0-8218-0820-7))[3]
- 17	Topics in Classical Automorphic Forms, Henryk Iwaniec (1997,  (ISBN 978-0-8218-0777-4))
- 18	Discovering Modern Set Theory. II: Set-Theoretic Tools for Every Mathematician, Winfried Just, Martin Weese (1997,  (ISBN 978-0-8218-0528-2))
- 19	Partial Differential Equations, Lawrence C. Evans (2010, 2e éd.,  (ISBN 978-0-8218-4974-3))
- 20	4-Manifolds and Kirby Calculus, Robert E. Gompf, András I. Stipsicz (1999,  (ISBN 978-0-8218-0994-5))
- 21	A Course in Operator Theory, John B. Conway (2000,  (ISBN 978-0-8218-2065-0))
- 22	Growth of Algebras and Gelfand-Kirillov Dimension, Günter R. Krause, Thomas H. Lenagan (2000, édition révisée,  (ISBN 978-0-8218-0859-7))
- 23	Foliations I, Alberto Candel, Lawrence Conlon (2000,  (ISBN 978-0-8218-0809-2))
- 24	Number Theory: Algebraic Numbers and Functions, Helmut Koch (2000,  (ISBN 978-0-8218-2054-4))
- 25	Dirac Operators in Riemannian Geometry, Thomas Friedrich (2000,  (ISBN 978-0-8218-2055-1))
- 26	An Introduction to Symplectic Geometry, Rolf Berndt (2001,  (ISBN 978-0-8218-2056-8))
- 27	A Course in Differential Geometry, Thierry Aubin (2001,  (ISBN 978-0-8218-2709-3))
- 28	Notes on Seiberg-Witten Theory, Liviu I. Nicolaescu (2000,  (ISBN 978-0-8218-2145-9))
- 29	Fourier Analysis, Javier Duoandikoetxea (2001,  (ISBN 978-0-8218-2172-5))
- 30	Noncommutative Noetherian Rings, J. C. McConnell, J. C. Robson (1987,  (ISBN 978-0-8218-2169-5))
- 31	Option Pricing and Portfolio Optimization: Modern Methods of Financial Mathematics, Ralf Korn, Elke Korn (2001,  (ISBN 978-0-8218-2123-7))
- 32	A Modern Theory of Integration, Robert G. Bartle (2001,  (ISBN 978-0-8218-0845-0))[4]
- 33	A Course in Metric Geometry, Dmitri Burago, Yuri Burago, Sergei Ivanov (2001,  (ISBN 978-0-8218-2129-9))
- 34	Differential Geometry, Lie Groups, and Symmetric Spaces, Sigurdur Helgason (2001,  (ISBN 978-0-8218-2848-9))
- 35	Lecture Notes in Algebraic Topology, James F. Davis, Paul Kirk (2001,  (ISBN 978-0-8218-2160-2))
- 36	Principles of Functional Analysis, Martin Schechter (2002, 2e éd.,  (ISBN 978-0-8218-2895-3))
- 37	Theta Constants, Riemann Surfaces and the Modular Group: An Introduction with Applications to Uniformization Theorems, Partition Identities and Combinatorial Number Theory, Hershel M. Farkas, Irwin Kra (2001,  (ISBN 978-0-8218-1392-8))
- 38	Stochastic Analysis on Manifolds, Elton P. Hsu (2002,  (ISBN 978-0-8218-0802-3))
- 39	Classical Groups and Geometric Algebra, Larry C. Grove (2002,  (ISBN 978-0-8218-2019-3))
- 40	Function Theory of One Complex Variable, Robert E. Greene, Steven G. Krantz (2006, 3e éd.,  (ISBN 978-0-8218-3962-1))
- 41	Introduction to the Theory of Differential Inclusions, Georgi V. Smirnov (2002,  (ISBN 978-0-8218-2977-6))
- 42	Introduction to Quantum Groups and Crystal Bases, Jin Hong, Seok-Jin Kang (2002,  (ISBN 978-0-8218-2874-8))
- 43	Introduction to the Theory of Random Processes, N. V. Krylov (2002,  (ISBN 978-0-8218-2985-1))
- 44	Pick Interpolation and Hilbert Function Spaces, Jim Agler, John E. McCarthy (2002,  (ISBN 978-0-8218-2898-4))
- 45	An Introduction to Measure and Integration, Inder K. Rana (2002, 2e éd.,  (ISBN 978-0-8218-2974-5))
- 46	Several Complex Variables with Connections to Algebraic Geometry and Lie Groups, Joseph L. Taylor (2002,  (ISBN 978-0-8218-3178-6))
- 47	Classical and Quantum Computation, A. Yu. Kitaev, A. H. Shen, M. N. Vyalyi (2002,  (ISBN 978-0-8218-3229-5))[5]
- 48	Introduction to the h-Principle, Y. Eliashberg, N. Mishachev (2002,  (ISBN 978-0-8218-3227-1))
- 49	Secondary Cohomology Operations, John R. Harper (2002,  (ISBN 978-0-8218-3270-7))
- 50	An Invitation to Operator Theory, Y. A. Abramovich, C. D. Aliprantis (2002,  (ISBN 978-0-8218-2146-6))[6]
- 51	Problems in Operator Theory, Y. A. Abramovich, C. D. Aliprantis (2002,  (ISBN 978-0-8218-2147-3))[6]
- 52	Global Analysis: Differential Forms in Analysis, Geometry and Physics, Ilka Agricola, Thomas Friedrich (2002,  (ISBN 978-0-8218-2951-6))
- 53	Spectral Methods of Automorphic Forms, Henryk Iwaniec (2002, 2e éd.,  (ISBN 978-0-8218-3160-1))
- 54	A Course in Convexity, Alexander Barvinok (2002,  (ISBN 978-0-8218-2968-4))
- 55	A Scrapbook of Complex Curve Theory, C. Herbert Clemens (2003, 2e éd.,  (ISBN 978-0-8218-3307-0))
- 56	A Course in Algebra, E. B. Vinberg (2003,  (ISBN 978-0-8218-3318-6))
- 57	Concise Numerical Mathematics, Robert Plato (2003,  (ISBN 978-0-8218-2953-0))
- 58	Topics in Optimal Transportation, Cédric Villani (2003,  (ISBN 978-0-8218-3312-4))
- 59	Representation Theory of Finite Groups: Algebra and Arithmetic, Steven H. Weintraub (2003,  (ISBN 978-0-8218-3222-6))
- 60	Foliations II, Alberto Candel, Lawrence Conlon (2003,  (ISBN 978-0-8218-0881-8))
- 61	Cartan for Beginners: Differential Geometry via Moving Frames and Exterior Differential Systems, Thomas A. Ivey, J. M. Landsberg (2003,  (ISBN 978-0-8218-3375-9))[7]
- 62	A Companion to Analysis: A Second First and First Second Course in Analysis, T. W. Körner (2004,  (ISBN 978-0-8218-3447-3))
- 63	Resolution of Singularities, Steven Dale Cutkosky (2004,  (ISBN 978-0-8218-3555-5))
- 64	Lectures on the Orbit Method, A. A. Kirillov (2004,  (ISBN 978-0-8218-3530-2))
- 65	Global Calculus, S. Ramanan (2005,  (ISBN 978-0-8218-3702-3))
- 66	Functional Analysis: An Introduction, Yuli Eidelman, Vitali Milman, Antonis Tsolomitis (2004,  (ISBN 978-0-8218-3646-0))
- 67	Introduction to Quadratic Forms over Fields, T.Y. Lam (2005,  (ISBN 978-0-8218-1095-8))
- 68	A Geometric Approach to Free Boundary Problems, Luis Caffarelli, Sandro Salsa (2005,  (ISBN 978-0-8218-3784-9))
- 69	Curves and Surfaces, Sebastián Montiel, Antonio Ros (2009, 2e éd.,  (ISBN 978-0-8218-4763-3))
- 70	Probability Theory in Finance: A Mathematical Guide to the Black-Scholes Formula, Seán Dineen (2013, 2e éd.,  (ISBN 978-0-8218-9490-3))
- 71	Modern Geometric Structures and Fields, S. P. Novikov, I. A. Taimanov (2006,  (ISBN 978-0-8218-3929-4))
- 72	Introduction to the Mathematics of Finance, Ruth J. Williams (2006,  (ISBN 978-0-8218-3903-4))
- 73	Graduate Algebra: Commutative View, Louis Halle Rowen (2006,  (ISBN 978-0-8218-0570-1))
- 74	Elements of Combinatorial and Differential Topology, V. V. Prasolov (2006,  (ISBN 978-0-8218-3809-9))
- 75	Applied Asymptotic Analysis, Peter D. Miller (2006,  (ISBN 978-0-8218-4078-8))
- 76	Measure Theory and Integration, Michael E. Taylor (2006,  (ISBN 978-0-8218-4180-8))
- 77	Hamilton's Ricci Flow, Bennett Chow, Peng Lu, Lei Ni (2006,  (ISBN 978-0-8218-4231-7))
- 78	Linear Algebra in Action, Harry Dym (2013, 2e éd.,  (ISBN 978-1-4704-0908-1))
- 79	 Modular Forms, a Computational Approach, William A. Stein (2007,  (ISBN 978-0-8218-3960-7))
- 80	Probability, Davar Khoshnevisan (2007,  (ISBN 978-0-8218-4215-7))
- 81	Elements of Homology Theory, V. V. Prasolov (2007,  (ISBN 978-0-8218-3812-9))[8]
- 82	Pseudo-differential Operators and the Nash-Moser Theorem, Serge Alinhac, Patrick Gérard (2007,  (ISBN 978-0-8218-3454-1))
- 83	Functions of Several Complex Variables and Their Singularities, Wolfgang Ebeling (2007,  (ISBN 978-0-8218-3319-3))
- 84	Cones and Duality, Charalambos D. Aliprantis, Rabee Tourky (2007,  (ISBN 978-0-8218-4146-4))
- 85	Recurrence and Topology, John M. Alongi, Gail S. Nelson (2007,  (ISBN 978-0-8218-4234-8))
- 86	Lectures on Analytic Differential Equations, Yulij Ilyashenko, Sergei Yakovenko (2008,  (ISBN 978-0-8218-3667-5))
- 87	Twenty-Four Hours of Local Cohomology, Srikanth B. Iyengar, Graham J. Leuschke, Anton Leykin, Claudia Miller, Ezra Miller, Anurag K. Singh, Uli Walther (2007,  (ISBN 978-0-8218-4126-6))
- 88	C∗-Algebras and Finite-Dimensional Approximations, Nathanial P. Brown, Narutaka Ozawa (2008,  (ISBN 978-0-8218-4381-9))
- 89	A Course on the Web Graph, Anthony Bonato (2008,  (ISBN 978-0-8218-4467-0))
- 90	Basic Quadratic Forms, Larry J. Gerstein (2008,  (ISBN 978-0-8218-4465-6))
- 91	Graduate Algebra: Noncommutative View, Louis Halle Rowen (2008,  (ISBN 978-0-8218-4153-2))[9]
- 92	Finite Group Theory, I. Martin Isaacs (2008,  (ISBN 978-0-8218-4344-4))
- 93	Topics in Differential Geometry, Peter W. Michor (2008,  (ISBN 978-0-8218-2003-2))
- 94	Representations of Semisimple Lie Algebras in the BGG Category O, James E. Humphreys (2008,  (ISBN 978-0-8218-4678-0))
- 95	Quantum Mechanics for Mathematicians, Leon A. Takhtajan (2008,  (ISBN 978-0-8218-4630-8))
- 96	Lectures on Elliptic and Parabolic Equations in Sobolev Spaces, N. V. Krylov (2008,  (ISBN 978-0-8218-4684-1))
- 97	Complex Made Simple, David C. Ullrich (2008,  (ISBN 978-0-8218-4479-3))
- 98	Discrete Differential Geometry: Integrable Structure, Alexander I. Bobenko, Yuri B. Suris (2008,  (ISBN 978-0-8218-4700-8))
- 99	Mathematical Methods in Quantum Mechanics: With Applications to Schrödinger Operators, Gerald Teschl (2009,  (ISBN 978-0-8218-4660-5))[10]
- 100	Algebra: A Graduate Course, I. Martin Isaacs (1994,  (ISBN 978-0-8218-4799-2))
- 101	A Course in Approximation Theory, Ward Cheney, Will Light (2000,  (ISBN 978-0-8218-4798-5))
- 102	Introduction to Fourier Analysis and Wavelets, Mark A. Pinsky (2002,  (ISBN 978-0-8218-4797-8))
- 103	Configurations of Points and Lines, Branko Grünbaum (2009,  (ISBN 978-0-8218-4308-6))
- 104	Algebra: Chapter 0, Paolo Aluffi (2009,  (ISBN 978-0-8218-4781-7))
- 105	A First Course in Sobolev Spaces, Giovanni Leoni (2009,  (ISBN 978-0-8218-4768-8))[11]
- 106	Embeddings in Manifolds, Robert J. Daverman, Gerard A. Venema (2009,  (ISBN 978-0-8218-3697-2))
- 107	Manifolds and Differential Geometry, Jeffrey M. Lee (2009,  (ISBN 978-0-8218-4815-9))
- 108	Mapping Degree Theory, Enrique Outerelo, Jesús M. Ruiz (2009,  (ISBN 978-0-8218-4915-6))
- 109	Training Manual on Transport and Fluids, John C. Neu (2010,  (ISBN 978-0-8218-4083-2))
- 110	Differential Algebraic Topology: From Stratifolds to Exotic Spheres, Matthias Kreck (2010,  (ISBN 978-0-8218-4898-2))
- 111	Ricci Flow and the Sphere Theorem, Simon Brendle (2010,  (ISBN 978-0-8218-4938-5))
- 112	Optimal Control of Partial Differential Equations: Theory, Methods and Applications, Fredi Troltzsch (2010,  (ISBN 978-0-8218-4904-0))
- 113	Continuous Time Markov Processes: An Introduction, Thomas M. Liggett (2010,  (ISBN 978-0-8218-4949-1))
- 114	Advanced Modern Algebra, Joseph J. Rotman (2010, 2e éd.,  (ISBN 978-0-8218-4741-1))[12]
- 115	An Introductory Course on Mathematical Game Theory, Julio González-Díaz, Ignacio García-Jurado, M. Gloria Fiestras-Janeiro (2010,  (ISBN 978-0-8218-5151-7))
- 116	Linear Functional Analysis, Joan Cerdà (2010,  (ISBN 978-0-8218-5115-9))
- 117	An Epsilon of Room, I: Real Analysis: pages from year three of a mathematical blog, Terence Tao (2010,  (ISBN 978-0-8218-5278-1))
- 118	Dynamical Systems and Population Persistence, Hal L. Smith, Horst R. Thieme (2011,  (ISBN 978-0-8218-4945-3))
- 119	Mathematical Statistics: Asymptotic Minimax Theory, Alexander Korostelev, Olga Korosteleva (2011,  (ISBN 978-0-8218-5283-5))
- 120	A Basic Course in Partial Differential Equations, Qing Han (2011,  (ISBN 978-0-8218-5255-2))
- 121	A Course in Minimal Surfaces, Tobias Holck Colding, William P. Minicozzi II (2011,  (ISBN 978-0-8218-5323-8))
- 122	Algebraic Groups and Differential Galois Theory, Teresa Crespo, Zbigniew Hajto (2011,  (ISBN 978-0-8218-5318-4))
- 123	Lectures on Linear Partial Differential Equations, Gregory Eskin (2011,  (ISBN 978-0-8218-5284-2))
- 124	Toric Varieties, David A. Cox, John B. Little, Henry K. Schenck (2011,  (ISBN 978-0-8218-4819-7))
- 125	Riemann Surfaces by Way of Complex Analytic Geometry, Dror Varolin (2011,  (ISBN 978-0-8218-5369-6))
- 126	An Introduction to Measure Theory, Terence Tao (2011,  (ISBN 978-0-8218-6919-2))
- 127	Modern Classical Homotopy Theory, Jeffrey Strom (2011,  (ISBN 978-0-8218-5286-6))
- 128	Tensors: Geometry and Applications, J. M. Landsberg (2012,  (ISBN 978-0-8218-6907-9))
- 129	Classical Methods in Ordinary Differential Equations: With Applications to Boundary Value Problems, Stuart P. Hastings, J. Bryce McLeod (2012,  (ISBN 978-0-8218-4694-0))
- 130	Gröbner Bases in Commutative Algebra, Viviana Ene, Jürgen Herzog (2011,  (ISBN 978-0-8218-7287-1))
- 131	Lie Superalgebras and Enveloping Algebras, Ian M. Musson (2012,  (ISBN 978-0-8218-6867-6))
- 132	Topics in Random Matrix Theory, Terence Tao (2012,  (ISBN 978-0-8218-7430-1))
- 133	Hyperbolic Partial Differential Equations and Geometric Optics, Jeffrey Rauch (2012,  (ISBN 978-0-8218-7291-8))
- 134	Analytic Number Theory: Exploring the Anatomy of Integers, Jean-Marie De Koninck, Florian Luca (2012,  (ISBN 978-0-8218-7577-3))
- 135	Linear and Quasi-linear Evolution Equations in Hilbert Spaces, Pascal Cherrier, Albert Milani (2012,  (ISBN 978-0-8218-7576-6))
- 136	Regularity of Free Boundaries in Obstacle-Type Problems, Arshak Petrosyan, Henrik Shahgholian, Nina Uraltseva (2012,  (ISBN 978-0-8218-8794-3))
- 137	Ordinary Differential Equations: Qualitative Theory, Luis Barreira, Clàudia Valls (2012,  (ISBN 978-0-8218-8749-3))
- 138	Semiclassical Analysis, Maciej Zworski (2012,  (ISBN 978-0-8218-8320-4))
- 139	Knowing the Odds: An Introduction to Probability, John B. Walsh (2012,  (ISBN 978-0-8218-8532-1))
- 140	Ordinary Differential Equations and Dynamical Systems, Gerald Teschl (2012,  (ISBN 978-0-8218-8328-0))
- 141	A Course in Abstract Analysis, John B. Conway (2012,  (ISBN 978-0-8218-9083-7))
- 142	Higher Order Fourier Analysis, Terence Tao (2012,  (ISBN 978-0-8218-8986-2))
- 143	Lecture Notes on Functional Analysis: With Applications to Linear Partial Differential Equations, Alberto Bressan (2013,  (ISBN 978-0-8218-8771-4))
- 144	Dualities and Representations of Lie Superalgebras, Shun-Jen Cheng, Weiqiang Wang (2012,  (ISBN 978-0-8218-9118-6))
- 145	The K-book: An Introduction to Algebraic K-theory, Charles A. Weibel (2013,  (ISBN 978-0-8218-9132-2))
- 146	Combinatorial Game Theory, Aaron N. Siegel (2013,  (ISBN 978-0-8218-5190-6))
- 147	Matrix Theory, Xingzhi Zhan (2013,  (ISBN 978-0-8218-9491-0))
- 148	Introduction to Smooth Ergodic Theory, Luis Barreira, Yakov Pesin (2013,  (ISBN 978-0-8218-9853-6))
- 149	Mathematics of Probability, Daniel W. Stroock (2013,  (ISBN 978-1-4704-0907-4))
- 150	The Joys of Haar Measure, Joe Diestel, Angela Spalsbury (2013,  (ISBN 978-1-4704-0935-7))
- 151    Introduction to 3-Manifolds, Jennifer Schultens (2014,  (ISBN 978-1-4704-1020-9))
- 152    An Introduction to Extremal Kähler Metrics, Gábor Székelyhidi (2014,  (ISBN 978-1-4704-1047-6))
- 153    Hilbert's Fifth Problem and Related Topics, Terence Tao (2014,  (ISBN 978-1-4704-1564-8))
- 154    A Course in Complex Analysis and Riemann Surfaces, Wilhelm Schlag (2014,  (ISBN 978-0-8218-9847-5))
- 155    An Introduction to the Representation Theory of Groups, Emmanuel Kowalski (2014,  (ISBN 978-1-4704-0966-1))
- 156    Functional Analysis: An Elementary Introduction, Markus Haase (2014,  (ISBN 978-0-8218-9171-1))
- 157    Mathematical Methods in Quantum Mechanics: With Applications to Schrödinger Operators, Gerald Teschl (2014, 2e éd.,  (ISBN 978-1-4704-1704-8))
- 158    Dynamical Systems and Linear Algebra, Fritz Colonius, Wolfgang Kliemann (2014,  (ISBN 978-0-8218-8319-8))
- 159    The Role of Nonassociative Algebra in Projective Geometry, John R. Faulkner (2014,  (ISBN 978-1-4704-1849-6))
- 160    A Course in Analytic Number Theory, Marius Overholt (2014,  (ISBN 978-1-4704-1706-2))
- 161    Introduction to Tropical Geometry, Diane Maclagan, Bernd Sturmfels (2015,  (ISBN 978-0-8218-5198-2))
- 162    A Course on Large Deviations with an Introduction to Gibbs Measures, Firas Rassoul-Agha, Timo Seppäläinen (2015,  (ISBN 978-0-8218-7578-0))
- 163    Introduction to Analytic and Probabilistic Number Theory, Gérald Tenenbaum (2015, 3e éd.,  (ISBN 978-0-8218-9854-3))
- 164    Expansion in Finite Simple Groups of Lie Type, Terence Tao (2015,  (ISBN 978-1-4704-2196-0))
- 165    Advanced Modern Algebra, Part 1, Joseph J. Rotman (2015, 3e éd.,  (ISBN 978-1-4704-1554-9))[13]
- 166    Problems in Real and Functional Analysis, Alberto Torchinsky (2015,  (ISBN 978-1-4704-2057-4))
- 167    Singular Perturbation in the Physical Sciences, John C. Neu (2015,  (ISBN 978-1-4704-2555-5))
- 168    Random Operators: Disorder Effects on Quantum Spectra and Dynamics, Michael Aizenman, Simone Warzel (2015,  (ISBN 978-1-4704-1913-4))
- 169    Partial Differential Equations: An Accessible Route through Theory and Applications, András Vasy (2015,  (ISBN 978-1-4704-1881-6))
- 170    Colored Operads, Donald Yau (2016,  (ISBN 978-1-4704-2723-8))
- 171    Nonlinear Elliptic Equations of the Second Order, Qing Han (2016,  (ISBN 978-1-4704-2607-1))
- 172    Combinatorics and Random Matrix Theory, Jinho Baik, Percy Deift, Toufic Suidan (2016,  (ISBN 978-0-8218-4841-8))
- 173    Differentiable Dynamical Systems: An Introduction to Structural Stability and Hyperbolicity, Lan Wen (2016,  (ISBN 978-1-4704-2799-3))
- 174    Quiver Representations and Quiver Varieties, Alexander Kirillov Jr. (2016,  (ISBN 978-1-4704-2307-0))
- 175    Cartan for Beginners: Differential Geometry via Moving Frames and Exterior Differential Systems, Thomas A. Ivey, Joseph M. Landsberg (2016, 2e éd.,  (ISBN 978-1-4704-0986-9))
- 176    Ordered Groups and Topology, Adam Clay, Dale Rolfsen (2016,  (ISBN 978-1-4704-3106-8))
- 177    Differential Galois Theory through Riemann-Hilbert Correspondence: An Elementary Introduction, Jacques Sauloy (2016,  (ISBN 978-1-4704-3095-5))
- 178    From Frenet to Cartan: The Method of Moving Frames, Jeanne N. Clelland (2017,  (ISBN 978-1-4704-2952-2))
- 179    Modular Forms: A Classical Approach, Henri Cohen, Fredrik Strömberg (2017,  (ISBN 978-0-8218-4947-7))
- 180    Advanced Modern Algebra, Part 2, Joseph J. Rotman (2017, 3e éd.,  (ISBN 978-1-4704-2311-7))[13]
- 181    A First Course in Sobolev Spaces, Giovanni Leoni (2017, 2e éd.,  (ISBN 978-1-4704-2921-8))
- 182    Nonlinear PDEs: A Dynamical Systems Approach, Guido Schneider, Hannes Uecker (2017,  (ISBN 978-1-4704-3613-1))
- 183    Separable Algebras, Timothy J. Ford (2017,  (ISBN 978-1-4704-3770-1))
- 184    An Introduction to Quiver Representations, Harm Derksen, Jerzy Weyman (2017,  (ISBN 978-1-4704-2556-2))
- 185    Braid Foliations in Low-Dimensional Topology, Douglas J. LaFountain, William W. Menasco (2017,  (ISBN 978-1-4704-3660-5))
- 186    Rational Points on Varieties, Bjorn Poonen (2017,  (ISBN 978-1-4704-3773-2))
- 187    Introduction to Global Analysis: Minimal Surfaces in Riemannian Manifolds, John Douglas Moore (2017,  (ISBN 978-1-4704-2950-8))
- 188    Introduction to Algebraic Geometry, Steven Dale Cutkosky (2018,  (ISBN 978-1-4704-3518-9))
- 189    Characters of Solvable Groups, I. Martin Isaacs (2018,  (ISBN 978-1-4704-3485-4))
- 190    Lectures  on Finite Fields, Xiang-dong Hou (2018,  (ISBN 978-1-4704-4289-7))
- 191    Functional Analysis, Theo Bühler, Dietmar A. Salamon (2018,  (ISBN 978-1-4704-4190-6))
- 192    Lectures on Navier-Stokes Equations, Tai-Peng Tsai (2018,  (ISBN 978-1-4704-3096-2))
- 193    A Tour of Representation Theory, Martin Lorenz (2018,  (ISBN 978-1-4704-3680-3))
- 194    Algebraic Statistics, Seth Sullivant (2018,  (ISBN 978-1-4704-3517-2))
- 195    Combinatorial Reciprocity Theorems:An Invitation to Enumerative Geometric Combinatorics, Matthias Beck, Raman Sanyal (2018,  (ISBN 978-1-4704-2200-4))
- 196    Convection-Diffusion Problems:An Introduction to Their Analysis and Numerical Solution, Martin Stynes, David Stynes (2018,  (ISBN 978-1-4704-4868-4))
- 197    A Course on Partial Differential Equations, Walter Craig (2018,  (ISBN 978-1-4704-4292-7))
- 198    Dynamics in One Non-Archimedean Variable, Robert L Benedetto (2019,  (ISBN 978-1-4704-4688-8))
- 199    Applied Stochastic Analysis, Weinan E, Tiejun Li, Eric Vanden-Eijnden (2019,  (ISBN 978-1-4704-4933-9))
- 200    Mathematical Theory of Scattering Resonances, Semyon Dyatlov, Maciej Zworski (2019,  (ISBN 978-1-4704-4366-5))
- 201    Geometric Relativity, Dan A Lee (2019,   (ISBN 978-1-4704-5081-6))
- 202    Introduction to Complex Analysis, Michael E Taylor (2019,  (ISBN 978-1-4704-5286-5))
- 203    The Distribution of Prime Numbers, Dimitris Koukoulopoulos (2019,  (ISBN 978-1-4704-4754-0))
- 204    Hochschild Cohomology for Algebras, Sarah J. Witherspoon (2019,  (ISBN 978-1-4704-4931-5))
- 205    Invitation to Partial Differential Equations, Maxim Braverman, Robert McOwen, Peter Topalov, Mikhail Shubin (2020,  (ISBN 978-0-8218-3640-8))
- 206   Extrinsic Geometric Flows, Ben Andrews, Bennett Chow, Christine Guenther, Mat Langford (2020,  (ISBN 978-1-4704-5596-5))
- 207   Organized Collapse: An Introduction to Discrete Morse Theory, Dmitry N. Kozlov (2020,  (ISBN 978-1-4704-5701-3))
- 208   Geometry and Topology of Manifolds: Surfaces and Beyond, Vicente Muñoz, Ángel González-Prieto, Juan Ángel Rojo (2020,  (ISBN 978-1-4704-6132-4))
- 209   Hyperbolic Knot Theory, Jessica Purcell (2020,  (ISBN 978-1-4704-5499-9))
- 210   Combinatorics: The Art of Counting, Bruce E. Sagan (2020,  (ISBN 978-1-4704-6032-7))
- 211   Invitation to Nonlinear Algebra, Mateusz Michałek (pl), Bernd Sturmfels (2021,  (ISBN 978-1-4704-6551-3))
- 212   Differential Equations: A Dynamical Systems Approach to Theory and Practice, Marcelo Viana, José M. Espinar (2021,  (ISBN 978-1-4704-5114-1))
- 213   Hamilton–Jacobi Equations: Theory and Applications, Hung Vinh Tran (2021,  (ISBN 978-1-4704-6511-7))
- 214   Portfolio Theory and Arbitrage: A Course in Mathematical Finance, Ioannis Karatzas, Constantinos Kardaras (2021,  (ISBN 978-1-4704-6014-3))
- 215   Shock Waves, Tai-Ping Liu (2021,  (ISBN 978-1-4704-6567-4))
- 216   A Concise Introduction to Algebraic Varieties, Brian Osserman (2021,  (ISBN 978-1-4704-6013-6))
- 217   Lectures on Poisson Geometry, Marius Crainic, Rui Loja Fernandes, Ioan Mărcuț (2021,  (ISBN 978-1-4704-6430-1))
- 218   Lectures on Differential Topology, Riccardo Benedetti (2021,  (ISBN 978-1-4704-6674-9))
- 219   Essentials of Tropical Combinatorics, Michael Joswig (2021,  (ISBN 978-1-4704-6653-4))
- 220   Ultrafilters Throughout Mathematics, Isaac Goldbring (2022,  (ISBN 978-1-4704-6900-9))
- 221   One-Dimensional Ergodic Schrödinger Operators: I. General Theory, David Damanik, Jake Fillman (2022,  (ISBN 978-1-4704-5606-1))
- 222   Algebraic Geometry: Notes on a Course, Michael Artin (2022,  (ISBN 978-1-4704-7111-8))
- 223   Groups and Topological Dynamics, Volodymyr Nekrashevych (2022,  (ISBN 978-1-4704-6380-9))
- 224   Discrete Analogues in Harmonic Analysis: Bourgain, Stein, and Beyond, Ben Krause (2022,  (ISBN 978-1-4704-6857-6))
- 225   The Mathematical Analysis of the Incompressible Euler and Navier-Stokes Equations: An Introduction, Jacob Bedrossian, Vlad Vicol (2022,  (ISBN 978-1-4704-7049-4))
- 226   A First Course in Spectral Theory, Milivoje Lukić (2022,  (ISBN 978-1-4704-6656-5))
- 227   Geometric Structures on Manifolds, William M. Goldman (2022,  (ISBN 978-1-4704-7103-3))
- 228   Topological and Ergodic Theory of Symbolic Dynamics, Henk Bruin (2022,  (ISBN 978-1-4704-6984-9))
- 229   A First Course in Fractional Sobolev Spaces, Giovanni Leoni (2023,  (ISBN 978-1-4704-6898-9))
- 230   Inverse Problems for Fractional Partial Differential Equations, Barbara Kaltenbacher, William Rundell (2023,  (ISBN 978-1-4704-7277-1))
- 231   Introduction to Smooth Ergodic Theory, Luis Barreira, Yakov Pesin (2023, 2nd ed.,  (ISBN 978-1-4704-7065-4))
- 232   Linear Algebra in Action, Harry Dym (2023, 3rd ed.,  (ISBN 978-1-4704-7419-5))
- 233   Commutative Algebra, Andrea Ferretti (2023,  (ISBN 978-1-4704-7434-8))
- 234   Homological Methods in Commutative Algebra, Andrea Ferretti (2023,  (ISBN 978-1-4704-7128-6))
- 235   Ricci Solitons in Low Dimensions, Bennett Chow (2023,  (ISBN 978-1-4704-7428-7))
- 236   Alexandrov Geometry: Foundations, Stephanie Alexander, Vitali Kapovitch, Anton Petrunin (2024,  (ISBN 978-1-4704-7302-0))
- 237   Topics in Spectral Geometry, Michael Levitin, Dan Mangoubi, Iosif Polterovich (2023,  (ISBN 978-1-4704-7548-2))
- 238	An Introductory Course on Mathematical Game Theory, Julio González-Díaz, Ignacio García-Jurado, M. Gloria Fiestras-Janeiro (2023, 2nd ed.,  (ISBN 978-0-8218-5151-7))
- 239	Introduction to the h-Principle, K. Cieliebak, Y. Eliashberg, N. Mishachev (2024,  (ISBN 978-1-4704-7563-5))
- 240   Analysis of Monge–Ampère Equations, Nam Q. Le (2024,  (ISBN 978-1-4704-7420-1))
- 241   Real Algebraic Geometry and Optimization, Thorsten Theobald (2024,  (ISBN 978-1-4704-7431-7))
- 242   Translation Surfaces, Jayadev S. Athreya, Howard Masur (2024,  (ISBN 978-1-4704-7655-7))
- 243   Quantum Computation and Quantum Information: A Mathematical Perspective, J. M. Landsberg (2024,  (ISBN 978-1-4704-7557-4))
- 244   Introduction to Complex Manifolds, John M. Lee (2024,  (ISBN 978-1-4704-7695-3))
- 245   Lectures on Differential Geometry, Bennett Chow, Yutze Chow (2024,  (ISBN 978-1-4704-7767-7))

## Voir également
- Graduate Texts in Mathematics